# Камашади
Камаша́ди (рос. Камашады, башк. Ҡамашиҙе) — присілок у складі Аскінського району Башкортостану, Росія. Входить до складу Султанбековської сільської ради.
Населення — 10 осіб (2010; 21 у 2002).
Національний склад:
- башкири — 95 %